# Delia pilitibia
Delia pilitibia är en tvåvingeart som först beskrevs av Stein 1916.  Delia pilitibia ingår i släktet Delia och familjen blomsterflugor.
Artens utbredningsområde är Italien. Inga underarter finns listade i Catalogue of Life.